# 新幹線鉄道開業50周年記念貨幣

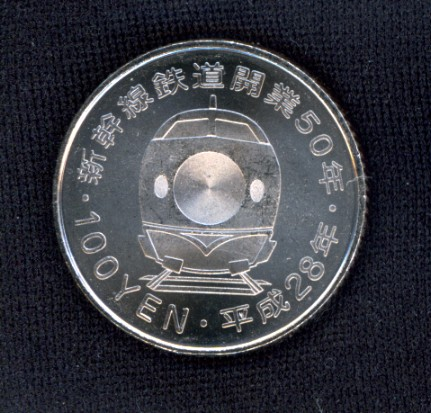
新幹線鉄道開業50周年記念貨幣100円クラッド硬貨 (共通裏面)

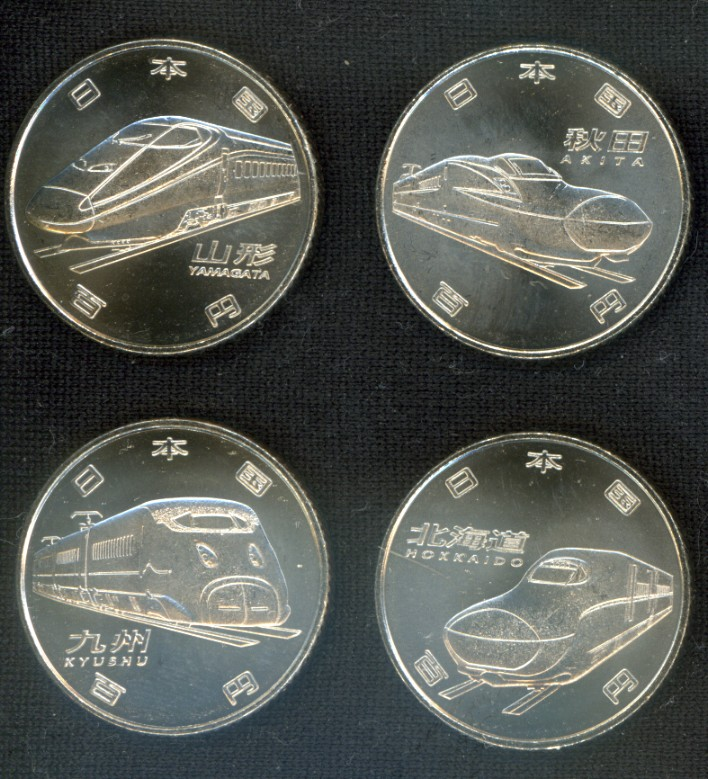
新幹線鉄道開業50周年記念貨幣100円クラッド硬貨
［山形］表面（左上）
［秋田］表面（右上）
［九州］表面（左下）
［北海道］表面（右下）

新幹線鉄道開業50周年記念貨幣（しんかんせんてつどうかいぎょうごじゅっしゅうねんきねんかへい）は、日本の新幹線鉄道が開業50周年を迎えることを記念して発行された記念貨幣である。

## 概要
日本において、2014年（平成26年）10月1日に新幹線が開業50周年を迎えるにあたり、千円貨幣と百円貨幣が記念硬貨として発行されることが2014年（平成26年）4月25日に財務省より発表された。千円貨幣のデザインは発行の発表と同時に発表され、百円クラッド貨幣については、東海道新幹線、山陽新幹線、東北新幹線、上越新幹線、北陸新幹線の5路線の図柄が2014年（平成26年）9月30日に、山形新幹線、秋田新幹線、九州新幹線、北海道新幹線の4路線の図柄が2015年（平成27年）6月26日に財務省から発表された。
2014年（平成26年）9月18日に千円銀貨幣について打初め式が行われ、宮下一郎財務副大臣、北川イッセイ国土交通副大臣、新原芳明造幣局理事長らが打初め者となった（肩書はすべて当時）。同年10月には、千円銀貨幣についてプルーフ貨幣セットの通信販売が開始され、販売数量50,000セットを上回る533,810セットの申し込みにより同年11月に抽選が行われた。抽選会の様子は造幣局のサイトにて動画配信され、抽選者は、東海旅客鉄道株式会社（JR東海）の総務部の職員が務めた。
2015年（平成27年）1月30日には百円クラッド貨幣のうち、東海道新幹線、山陽新幹線、東北新幹線、上越新幹線、北陸新幹線の5路線の車両が図示されたものについて打初め式が行われ、竹谷とし子財務大臣政務官、土屋知省国土交通省近畿運輸局長、新原芳明造幣局理事長が打初め者となった（肩書はすべて当時）。2016年（平成28年）1月15日には山形新幹線、秋田新幹線、九州新幹線、北海道新幹線の4路線のものについても打初め式が行われ、市川健太財務省大臣官房審議官、天谷直昭国土交通省近畿運輸局長、百嶋計造幣局理事長が打初め者となった（肩書はすべて当時）。2015年（平成27年）に発行された5路線のものについては2015年（平成27年）4月22日から、2016年（平成28年）に発行された4路線のものについては2016年（平成28年）4月20日から、銀行、信用金庫、農業協同組合などの各金融機関において両替方式による引き換えが行われ、それぞれ額面価格（100円）において引換された。また、金融機関での引換のほかに造幣局による通信販売も行われ、それぞれ5路線もしくは4路線の貨幣がセットとなったものがそれぞれ3万セットずつ発行された。

## 特徴
千円銀貨幣は、素材に貴金属を使用しており、特殊な技術を用いて製造されていることから、貨幣の製造等に要する費用が額面価格を上回る「プレミアム型」の記念貨幣である。額面は千円で、純銀でできており、重さは31.1グラム、直径は40ミリメートルである。カラーの硬貨であり、白色、灰色、黒色、水色、青色、青紫色、ピンク色、黄土色、黄色、黄緑色、緑色が表面のデザインで使われており、虹色発色、斜めギザなどの特殊加工も施されている。表面には富士山と桜 を背景に0系新幹線がデザインされ、裏面には同じく0系新幹線が虹色発色でデザインされている。 
百円クラッド貨幣は、異なる種類の金属板をサンドイッチ状に重ね合わせる「クラッド」技術が用いられており、百円硬貨においてこのクラッド技術が用いられるのはこの新幹線鉄道開業50周年記念百円貨幣が初めてである。額面は百円、材質は白銅及び銅で、銅87.5%、ニッケル12.5%、重さは4.8グラム、直径は22.6ミリメートル。微細線集合、斜めギザ等の特殊加工が施されている。千円貨幣とは異なりカラーではない。東海道新幹線、山陽新幹線、東北新幹線、上越新幹線、北陸新幹線の5路線及び、山形新幹線、秋田新幹線、九州新幹線、北海道新幹線の4路線の計9種類のデザインが存在し、表面には各新幹線路線の代表的な車両がデザインされ、裏面はすべての路線の硬貨共通で0系新幹線が用いられている。表面に用いられている新幹線車両はそれぞれ、東海道新幹線N700A、山陽新幹線500系、東北新幹線E5系、上越新幹線E4系、北陸新幹線E7系・W7系、山形新幹線E3系、秋田新幹線E6系、九州新幹線新800系、北海道新幹線H5系。

## 一覧
| 種別             | 額面   | 販売価格 | 材質・組成等                     | 重量 （g） | 直径 （mm） | 表面デザイン                    | 裏面デザイン               | 年銘     | 販売申込期間（千円銀貨） 発行日（百円クラッド貨幣）     | 発行枚数 （単位:枚） |
| ---------------- | ------ | -------- | -------------------------------- | ---------- | ----------- | ------------------------------- | -------------------------- | -------- | ------------------------------------------------------- | -------------------- |
| 千円銀貨幣       | 1000円 | 8300円   | 純銀 （カラーコイン）            | 31.1       | 40.0        | 新幹線0系電車・富士山・桜       | 新幹線0系電車 （虹色発色） | 平成26年 | 2014年（平成26年）10月11日 - 2014年（平成26年）10月31日 | 5万0000              |
| 百円クラッド貨幣 | 100円  | 100円    | 白銅及び銅 銅87.5% ニッケル12.5% | 4.8        | 22.6        | 東海道新幹線 N700A              | 新幹線0系電車              | 平成27年 | 2015年（平成27年）4月22日                               | 232万4000            |
| 百円クラッド貨幣 | 100円  | 100円    | 白銅及び銅 銅87.5% ニッケル12.5% | 4.8        | 22.6        | 山陽新幹線 新幹線500系電車      | 新幹線0系電車              | 平成27年 | 2015年（平成27年）4月22日                               | 229万2000            |
| 百円クラッド貨幣 | 100円  | 100円    | 白銅及び銅 銅87.5% ニッケル12.5% | 4.8        | 22.6        | 東北新幹線 新幹線E5系電車       | 新幹線0系電車              | 平成27年 | 2015年（平成27年）4月22日                               | 230万4000            |
| 百円クラッド貨幣 | 100円  | 100円    | 白銅及び銅 銅87.5% ニッケル12.5% | 4.8        | 22.6        | 上越新幹線 新幹線E4系電車       | 新幹線0系電車              | 平成27年 | 2015年（平成27年）4月22日                               | 228万8000            |
| 百円クラッド貨幣 | 100円  | 100円    | 白銅及び銅 銅87.5% ニッケル12.5% | 4.8        | 22.6        | 北陸新幹線 新幹線E7系・W7系電車 | 新幹線0系電車              | 平成27年 | 2015年（平成27年）4月22日                               | 236万0000            |
| 百円クラッド貨幣 | 100円  | 100円    | 白銅及び銅 銅87.5% ニッケル12.5% | 4.8        | 22.6        | 山形新幹線 新幹線E3系電車       | 新幹線0系電車              | 平成28年 | 2016年（平成28年）4月20日                               | 297万2000            |
| 百円クラッド貨幣 | 100円  | 100円    | 白銅及び銅 銅87.5% ニッケル12.5% | 4.8        | 22.6        | 秋田新幹線 新幹線E6系電車       | 新幹線0系電車              | 平成28年 | 2016年（平成28年）4月20日                               | 298万4000            |
| 百円クラッド貨幣 | 100円  | 100円    | 白銅及び銅 銅87.5% ニッケル12.5% | 4.8        | 22.6        | 九州新幹線 新幹線新800系電車    | 新幹線0系電車              | 平成28年 | 2016年（平成28年）4月20日                               | 299万6000            |
| 百円クラッド貨幣 | 100円  | 100円    | 白銅及び銅 銅87.5% ニッケル12.5% | 4.8        | 22.6        | 北海道新幹線 新幹線H5系電車     | 新幹線0系電車              | 平成28年 | 2016年（平成28年）4月20日                               | 301万6000            |